# Aneurin (költő)
Anuerin vagy Aneirin (? – 600 körül), walesi költő, a Historia Britonum alapján feltételezzük, hogy létezik. Egy elmélet szerint az Otadinik főnökének, Caw ob Gerinatnak fia volt (Caw a Firth of Forth körüli partvidéken lakott. Thomas Stephens, aki a költő epikus költeményét, a Gododint 1855-ben lefordította, állítja, hogy Aneurin Gildas fia volt, aki Caw egyik fia volt. Úgy tűnik, a St. Cadoc’s College-ben, Llancarvanban tanult, és jelen volt a cattraethi csatában, mint pap és mint bárd. A csatát a Gododinban írja le. A Gododin nem összefüggő vers, inkább csak meglévő versszakok. Edward Davies és Algernon Herbert véleményét, miszerint a versben leírt csata a stonehenge-i öldöklés (472), nem kell túlságosan komolyan venni. Stephens a csatát a degstani csatával (603) azonosítja.
Aneurin azt állítja a versben, hogy elfogták, nagyon sokat szenvedett a fogságban, és miután eleresztették, visszatért Walesbe. Összebarátkozott Taliesennel, a híres walesi bárddal; barátságukat versben énekelték meg. Öregkorában testvérével, Nwythonnal élt. Feltehetőleg gyilkosság áldozata lett, Eldyn ob Einigan ölte meg.
A Gododint, ami nagyjából 900 sor hosszú, egy XIII. századi kézirat tartalmazza, The Book of Aneirin, a második legrégebbi walesi kézirat. A vers homályos és zavaros, és nehéz kivenni, hogy vajon melyik csatáról szólhat. A walesi iskolásoknak még mindig tanítják.
Művei: Gododin.